# 萊斯利·本澤
莱斯利·彼特·本基斯（英語：Leslie Peter Benzies，1971年1月17日—）是一名苏格兰电子游戏制作人，也是Rockstar Games的子公司Rockstar North的前任总裁。他是侠盗猎车手系列的首席开发人员，负责从侠盗猎车手III到侠盗猎车手V的开发工作。2017年，本基斯不再为Rockstar工作，并且在2016年4月至2019年2月期间与其母公司Take-Two Interactive就未付的版税提请了诉讼。2018年10月1日，本基斯成立新公司“Build a Rocket Boy”。